# Глущенко, Андрей Иванович
Андрей Иванович Глущенко (1922—1991) — советский военный деятель и педагог, генерал-майор.  Начальник Рижского высшего военного командного Краснознамённого училища имени Маршала Советского Союза С. С. Бирюзова (1973—1977).

## Биография
Родился 31 октября 1922 года в Люботине, Харьковской области Украинской ССР.
В 1942 году после окончания Виленского пехотного училища РККА был направлен в действующую армию на фронт. С 1942 по 1945 год участник Великой Отечественной войны в составе 788-го стрелкового полка 214-й стрелковой дивизии 5-й гвардейской армии в должностях командира миномётного взвода и миномётной роты, с 1944 года — начальник артиллерии 780-го стрелкового полка этой же дивизии. 
С 1945 по 1950 года — начальник штаба — заместитель командира и командир миномётного батальона. 
С 1950 по 1953 год обучался на командном факультете  Военной артиллерийской командной академии. С 1953 по 1959 год — командир дивизиона, заместитель командира и командир артиллерийского полка. С 1959 года служил в составе Ракетных войск стратегического назначения СССР. С 1960 по 1961 год — командир 200-й ракетной бригады (с 1961 года переименована в 43-ю гвардейскую ракетную дивизию) в составе 43-й ракетной армии. В частях дивизии под руководством А. И. Глущенко состояли стратегические пусковые ракетные установки с жидкостными межконтинентальными баллистическими ракетами наземного базирования «Р-12». С 1961 по 1962 год — начальник штаба и заместитель командира 43-й гвардейской ракетной дивизии. С 1962 по 1964 год — начальник 80-го учебного центра ракетных войск, под руководством А. И. Глущенко в центре велась подготовка сержантов и рядовых-специалистов для стартовых батарей и групп пуска ракетных полков, в составе которых имелись ракетные комплексы с баллистическими ракетами  «Р-12» и «Р-14», подготовка прапорщиков по техническим специальностям в боевые расчёты пуска ракет и в подразделения обслуживания и обеспечения, подготовка на одногодичных курсах офицеров-специалистов: техников и операторов, подготовка и переподготовка руководящего состава ракетных дивизионов и полков, подготовка и проведение учебно-методических сборов с руководящим составом ракетных полков, дивизий и учебных центров.
С 1965 по 1973 год — командир 49-й гвардейской ракетной дивизии. В пяти ракетных полках дивизии под руководством А. И. Глущенко состояли стратегические пусковые ракетные установки с жидкостными межконтинентальными баллистическими ракетами наземного базирования «Р-12». В 1966 году Постановлением СМ СССР А. И. Глущенко было присвоено воинское звание генерал-майор. С 1973 по 1977 год — начальник Рижского высшего военного командного Краснознамённого училища имени Маршала Советского Союза С. С. Бирюзова.
С 1977 года в запасе Вооружённых сил СССР.
Скончался 16 января 1991 года в Риге.

## Награды
- Орден Красного Знамени (14.05.1970)
- Орден Отечественной войны II степени (12.07.1944) и I степени (06.04.1985)
- Орден Красной Звезды (05.03.1945, 30.12.1956)
- Медаль «За боевые заслуги» (19.11.1951)
- Медаль «За оборону Сталинграда» (22.12.1942)
- Медаль «За победу над Германией в Великой Отечественной войне 1941—1945 гг.» (09.05.1945)[1][9]